# Escalade en France

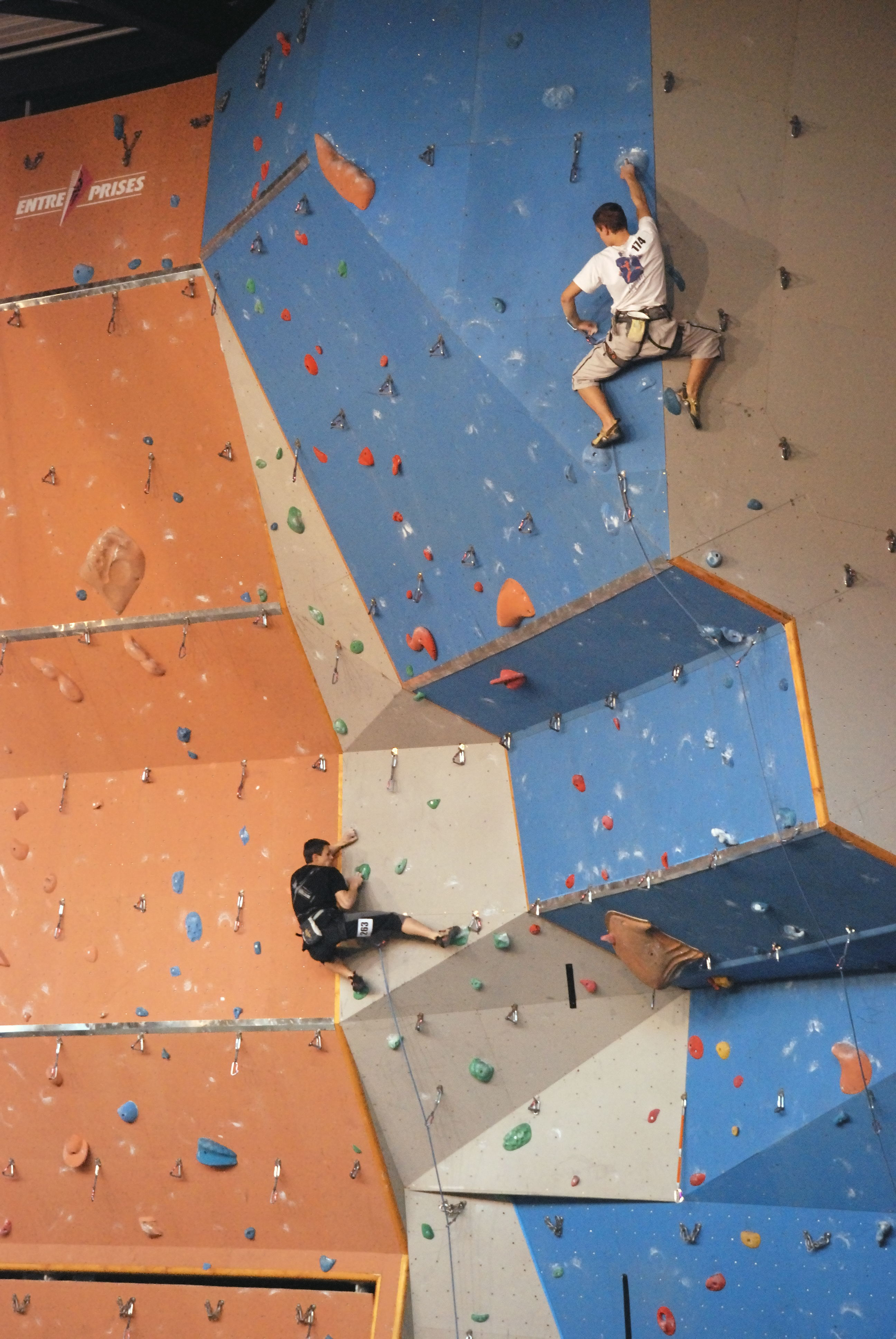
Compétition d'escalade en 2007, sur un mur construit dans un gymnase de Voiron.

L’escalade en France désigne l'ensemble des pratiques sportives d'escalade en France. Vers 2016, le nombre de pratiquants en salle ou en plein air durant l'année était estimé à près d'un million en France.

## Histoire
La pratique sportive de l'escalade commence à être révélée au grand public en France dans les années 1980, avec des reportages consacrés à Patrick Edlinger. L'escalade est alors une pratique très marginale ; l'activité n'est pas règlementée, les grimpeurs sont peu nombreux et leur pratique est peu connue et peu médiatisée. Ils pratiquent en falaise avec des valeurs de liberté, d'individualisme.
Au fil des décennies, l'escalade devient un sport reconnu. Le nombre de pratiquants augmente et les pratiques se diversifient. À partir des années 1980, les structures artificielles d'escalade se multiplient, qu'elles soient associatives, publiques ou privées. Les pratiquants sont ainsi toujours plus nombreux à se consacrer principalement à l'escalade en salle, et à délaisser l'escalade en falaise. La pratique devient aussi citadine et s'adapte aux exigences du quotidien (pratique entre 12-14h ou le soir), à l'identique d'autres pratiques physiques en salle. À partir des années 2000, l'engouement pour l'escalade de bloc (en extérieur et en salle) attire de nouveaux pratiquants, notamment les jeunes ; en 2016, le bloc semblait la pratique attirant plus de la moitié des nouveaux grimpeurs.

## Organisations
La Fédération française de la montagne et de l'escalade (FFME) est délégataire du Ministère des sports pour l'escalade, notamment pour ses aspects compétitifs. Elle fixe les règles de sécurité, les règles de compétition et organise les compétitions d'escalade en France.

## Situation

### Escalade en salle
En 2011, l'escalade était le second sport scolaire (non obligatoire) le plus pratiqué en France, après le football. L'escalade est notamment appréciée pour le développement de la psychomotricité et de la responsabilité (assurage) auprès des enfants et des jeunes. Si le nombre de pratiquants ne cesse d'augmenter, la majorité ne sont pas licenciés auprès de l'une des trois fédérations sportives. La FFME comptait 82 000 licenciés en 2011 dont près de 90 % se consacraient principalement à l'escalade en salle. En 2011 la FFCAM comptait environ 80 000 licenciés. En 2020 la FSGT comptait environ 10 000 licenciés.
Depuis plusieurs années, la Fédération française de la montagne et de l'escalade (FFME) aide les collectivités à développer la pratique de l'escalade en salle par le biais du Plan national de développement des SAE. Le résultat attendu étant de faire progresser le nombre de licenciés et de mieux doter les clubs en équipements de qualité.

### Sites naturels
En 2011, plus de 1 000 sites naturels d'escalade sportive (falaises) étaient conventionnés par la FFME. En 2020, ces conventions sont réduites à 650 sites (sur près de 2500 existants) dans le but de faire coïncider le budget accident et les assurances de la fédération.